# Centrale Bank van Rusland
De Centrale Bank van Rusland (Russisch: Центральный банк Российской Федерации, Tsentral'nyy bank Rossiyskoj Federatsii), ook wel bekend als Bank van Rusland (Russisch: Банк России, Bank Rossii), is de centrale bank van Rusland.

## Geschiedenis

### Staatsbank van het Keizerrijk Rusland
Keizer Peter III nam in mei 1762 het besluit om een staatsbank op te richten. Hij nam de Bank van Engeland als voorbeeld en gaf de staatsbank het alleenrecht bankbiljetten uit te geven. Hij regeerde maar zeven maanden, door een staatsgreep op 28 juni 1762 werd hij afgezet en korte tijd later vermoord. Het plan voor de bank werd niet uitgevoerd.
In 1768 brak de Russisch-Turkse oorlog uit en dit leidde tot forse uitgaven voor het leger. Het begrotingstekort liep op en keizerin Catharina II loste dit op door papiergeld bij te drukken.
Het duurde tot 12 juni 1860 totdat de eerste echte centrale bank in Rusland werd opgericht als staatsbank (GosBank) (Russisch: Государственный банк Российской Империи). Keizer Alexander II gaf hiertoe de opdracht en de eerste governor was A.L. Stiglitz. De bank had als belangrijkste taak kredieten te verstrekken aan de handel, industrie en de overheid. Tussen 1860 en 1894 was het nauw gelieerd aan het Ministerie van Financiën. De meeste middelen van de bank werden gebruikt voor de financiering van de overheidsuitgaven.
In 1896 werden de gouden standaard geïntroduceerd en de externe waarde van Russische roebel vastgelegd. De activiteiten van de bank veranderden, het bleef kredieten verstrekken, maar zorgde er ook voor dat het betalingsverkeer met het buitenland versoepelde en er voldoende goud in de kluizen lag ter dekking van het geld in omloop. Vanaf 1905 ging de bank indirect kredieten verstrekken aan het bedrijfsleven, het leende geld aan de commerciële banken die het vervolgens uitleenden aan de bedrijven. Bij het uitbreken van de Eerste Wereldoorlog had de bank de grootste goudreserves binnen Europa en waren er nooit meer bankbiljetten in omloop dan er aan goud in de kluizen lag.

### Staatsbank van de Sovjet-Unie
Na de Oktoberrevolutie namen de communisten de leiding van het land over. Op 25 oktober 1917, of 7 november 1917 N.S., werden alle banken genationaliseerd. De communisten creëerden de Volksbank, de enige bank in het land waarin alle voormalige banken zijn opgegaan. De Volksbank bestond slechts korte tijd en werd in 1923 opgevolgd door de Sovjet Gosbank.

### Bank van Rusland
Op 13 juli 1990 werd de Centrale bank van de Russische Federatie opgericht, aanvankelijk was de bank verantwoording schuldig aan de opperste sovjet van de Russische Socialistische Federatieve Sovjetrepubliek. Op 20 december 1991 hield deze bank op te bestaan en gingen alle bezittingen schulden en activiteiten over naar de nieuwe Bank van de Russische Federatie, die vervolgens werd hernoemd naar de Centrale Bank van de Russische Federatie.
In het begin trad de centrale bank vooral op als agent van het Ministerie van Financiën. Het hielp bij het aantrekken van geld door middel van de uitgifte van staatsobligaties en het onderhouden van een markt in deze schuldpapieren. In 1995 staakte de bank met het verstrekken van leningen aan de overheid en aan commerciële sectoren.
In 1996 ging de bank onderdeel uitmaken van de Bank voor Internationale Betalingen.
Er werd een begin gemaakt met het opzetten van regels en systemen voor het toezicht op de activiteiten van commerciële banken en met betrekking tot de handel in buitenlandse deviezen. Na de roebelcrisis van 1998 heeft de bank het toezicht op het bankwezen verscherpt. Veel niet levensvatbare banken zijn gesloten en voor de overgebleven banken werden de mogelijkheden verruimd om in een liquiditeitencrisis te overleven.
De focus van het monetaire beleid kwam te liggen op het behoud van de financiële stabiliteit en het scheppen van voorwaarden die bevorderlijk zijn voor duurzame economische groei van het land.

## Taken
Artikel 75 van de grondwet van de Russische Federatie geeft de bank het alleenrecht om geld uit te geven en als taak de roebel te beschermen en de stabiliteit ervan te verzekeren. Het voert deze taken onafhankelijk uit.
De kerntaak van de centrale bank is te zorgen voor financiële stabiliteit, door:
- het alleenrecht voor de uitgifte van bankbiljetten en munten;
- te zorgen voor prijsstabiliteit in Rusland door de inflatie laag te houden. De centrale bank hanteert de norm van rond de 4% inflatie op jaarbasis;
- een soepele, betrouwbare en efficiënte afwikkeling van het betalingsverkeer te bewerkstelligen;
- toezicht te houden op financiële instellingen, waaronder banken, verzekeringsmaatschappijen, pensioenfondsen en effectenbeurzen;
- het beheer van de internationale reserves van het land.

De bank heeft tot slot aandelenbelangen in diverse financiële instellingen van het land. Het heeft, onder andere, iets meer dan de helft van alle aandelen Sberbank in handen, de grootste private bank van het land. In april 2020 nam de Russische staat het hele aandelenbelang in Sberbank over voor US$ 28,5 miljard. De positie van grootste eigenaar én toezichthouder van de Sberbank was niet meer te combineren voor de centrale bank.
In december 2022 verkocht de bank het hele aandelenbelang in Bank Otkritie Financial Corporation aan VTB Bank. De opbrengst was 340 miljard roebel (circa US$ 4,7 miljard). De transactie is nog in 2022 afgerond. De centrale bank redde Otkritie, destijds Ruslands grootste particuliere kredietverstrekker, in 2017 als onderdeel van een jarenlange campagne om de Russische banksector te saneren.

## Governors
Aan het hoofd van de bank staat de Governor. De president van Rusland draagt een kandidaat voor en de Staatsdoema neemt het besluit. Dezelfde route wordt gevolgd als de president de governor wil ontslaan. Onder de governor valt de Board of Directors, een comité van zo'n 14 bestuurders waarvan vier First Deputy Governors en vijf Deputy Governors. Zij worden voorgedragen door de governor, mits de president ermee instemt, en door de Staatsdoema benoemt of ontslagen. De leden van de Board of Directors worden voor een periode van 5 jaar benoemd.
De eerste governor was Viktor Gerasjtsjenko. Hij was in de periode van 1989 tot 1991 ook de hoogste bestuurder van Gosbank. Op 17 juli 1992 volgde hij Georgy Matjoechin op. Hij werd korte tijd na de roebelcrash van 11 oktober 1994 ontslagen. Op deze dag daalde de roebel met 27% in waarde ten opzichte van de Amerikaanse dollar nadat de bank besloot de roebel niet langer te ondersteunen. Op 11 september 1998 kwam hij weer terug bij de centrale bank. Op 17 augustus 1998 was de Roebelcrisis uitgebroken en hij werd binnengehaald om het vertrouwen in de bank te herstellen. Door zijn lange werkervaring bij Gosbank, hij was er in 1960 in dienst getreden, was zijn beleid meer gericht op een terugkeer naar het oude dan te werken aan een gezond monetair beleid voor het niet communistische Rusland.
In 2013 werd Elvira Naboellina benoemd tot hoofd van de centrale bank. Zij was hiervoor minister van Economische Ontwikkeling toen Vladimir Poetin van 2007 tot 2012 premier was. Daarna volgde ze Poetin naar het Kremlin, toen hij weer president werd. Ze is de eerste vrouwelijke centraal bankier van een G8-land. Boris Jeltsin had eerder een vrouw voor deze functie naar voren geschoven. Tatjana Paramonova was in oktober 1994 aangesteld als waarnemend hoofd van de centrale bank, maar het parlement heeft een jaar lang haar vaste benoeming geblokkeerd. In november 1996 tekende Jeltsin een decreet om haar te vervangen door haar vice-president Aleksander Chandroejev. Hij kreeg ook de titel 'waarnemend' en werd binnen drie weken al weer vervangen.
| Nr | Naam                   | Foto | Termijn           | Termijn           | Benoemd door    |
| Nr | Naam                   | Foto | Begin             | Eind              | Benoemd door    |
| -- | ---------------------- | ---- | ----------------- | ----------------- | --------------- |
| 1  | Georgy Matjoechin      |      | 25 december 1990  | 16 mei 1992       | Boris Jeltsin   |
| 2  | Viktor Gerasjtsjenko   |      | 17 juli 1992      | 18 oktober 1994   | Boris Jeltsin   |
| 3  | Tatjana Paramonova     |      | 19 oktober 1994   | 08 november 1995  | Boris Jeltsin   |
| 4  | Aleksander Chandroejev |      | 8 november 1995   | 22 november 1995  | Boris Jeltsin   |
| 5  | Sergej Doebinin        |      | 22 november 1995  | 11 september 1998 | Boris Jeltsin   |
| 6  | Viktor Gerasjtsjenko   |      | 11 september 1998 | 20 maart 2002     | Boris Jeltsin   |
| 7  | Sergej Ignatjev        |      | 21 maart 2002     | 23 juni 2013      | Vladimir Poetin |
| 8  | Elvira Nabioellina     |      | 24 juni 2013      |                   | Vladimir Poetin |